# آلاکسالا
آلاکسالا (انگلیسی: Alaxala) شرکت سخت‌افزار ژاپنی است، که در سال ۲۰۰۴ تأسیس شد.